# Зоряний (клас яхт)

Оригінальне конструкторське компонування, 1922 рік

«Зоряний» (англ. Star) — олімпійський клас кільових перегонових яхт-монотипів.
Яхта була спроєктована в США в 1911 конструктором Вільямом Гарднером. У перший рік було побудовано 22 човни. В 1922 понад сто човнів об'єдналися в Асоціацію класу.
У 1932 «Зоряний» був включений в програму вітрильного спорту на Олімпійських іграх. В 1976 клас був замінений на клас «Темпест».
У 2011 клас виключений з програми літньої Олімпіади 2016 року.

## Технічні характеристики
- Довжина корпусу: повна — 6,9 м, по ватерлінії — 4.72.
- Ширина корпусу: 1,7 м.
- Осадка: 1,0 м.
- Вага: 671 кг, в тому числі кіль — 401,5 кг.
- Висота щогли: 6,66 м.
- Площа вітрил: 26.5 m²
- Екіпаж: 2 особи.
- Озброєння: бермудський шлюп.